# Windows Workflow Foundation
 (septembre 2020).
Si vous disposez d'ouvrages ou d'articles de référence ou si vous connaissez des sites web de qualité traitant du thème abordé ici, merci de compléter l'article en donnant les références utiles à sa vérifiabilité et en les liant à la section « Notes et références ».

Pile MS .NET

Windows Workflow Foundation (WFF) est une technologie Microsoft pour définir, exécuter et gérer les workflows. Elle est l'un des composants de  .NET 3.0, utilisable nativement sur Windows Vista. Il est aussi possible de l'installer sur Windows XP et Windows Server 2003. 